# Ruhender Verkehr
Ruhender Verkehr ("Circulation suspendue" en français) est une sculpture issue d'une performance de Wolf Vostell à Cologne en 1969.

## Histoire

### Construction
Vostell amène dans une place de stationnement sur la Domstraße, devant la galerie Art Intermedia, une Opel Kapitän L, immatriculée K-HM 175, en état de rouler, et verse du béton armé autour.
La construction de l'œuvre a lieu après une annonce publique du 2 au 13 octobre 1969. D'abord une première coulée de béton constitue une base. Deux jours plus tard, Vostell vient avec la voiture qui est mise dans un coffrage fait de planches de bois et renforcé par de l'acier. Le 6 octobre, on procède à une deuxième coulée de béton. Le 13 octobre, Vostell installe un parcmètre à côté et retire le coffrage.
Les années suivantes, la sculpture est présentée entre autres au musée d'art moderne de la ville de Paris (1974-1975) et à la Neue Nationalgalerie de Berlin. Jusqu'à son déménagement au Hohenzollernring, elle se tenait en face du musée des beaux-arts de Cologne, Josef-Haubrich-Hof.
La sculpture de 15 tonnes se situe depuis 1989 sur le terre-plein central du Hohenzollernring, contrairement au but initial d'une place de parking.
Par la suite, Vostell reproduit sa performance à Chigago en 1970 sous le nom de Concrete Traffic. Une Cadillac entourée de 20 cm de béton est garée durant trois mois devant l'Institut d'art de Chicago avant d'être mis dans le parc des sculptures de l'université.
D'autres sculptures de Vostell reprenant ce concept se trouvent sur la Rathenauplatz à Berlin (Zwei Beton Cadillacs in Form der nackten Maja) et à Malpartida de Cáceres, en Espagne (VOAEX).

### Inspirations

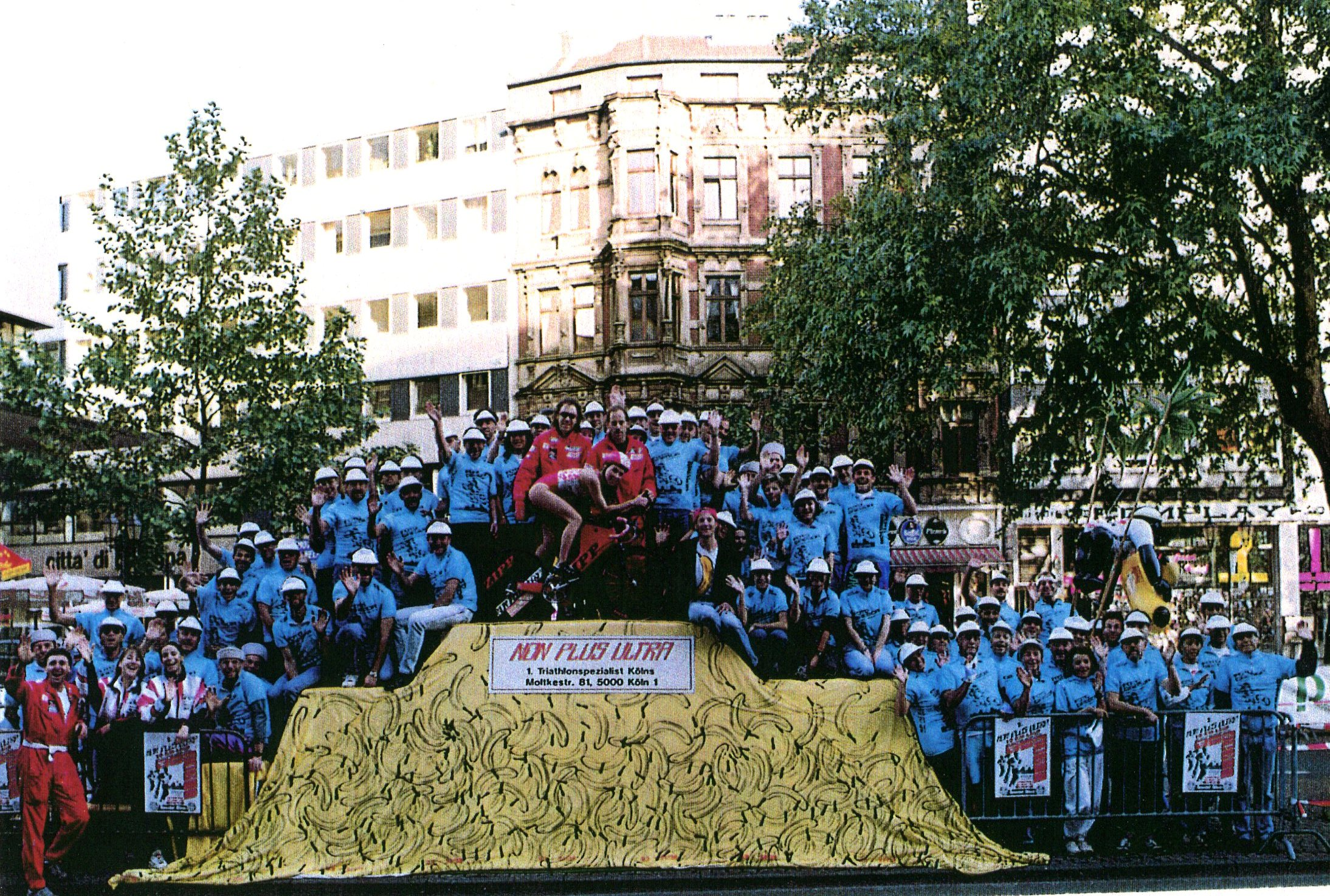
Tour de Cologne, 1993

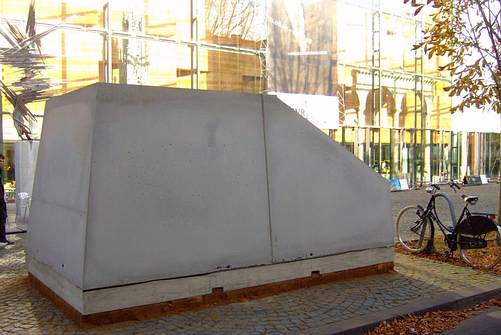
Cornel Wachter, Hommage "Ruhender Verkehr" (Wolf Vostell), 2007

Le 17 mars 1993, le "tagueur de bananes" Thomas Baumgärtel reproduit une centaine de ce fruit sur la sculpture, ce qui en fait, selon lui, une "double œuvre d'art". Après la protestation de Vostell, les graffs sont effacés.
À l'occasion du Tour de Cologne, Baumgärtel revient deux mois plus tard avec un drap de 6 m sur 10 entièrement imprimé de son motif fétiche (3 333 bananes noires) avec lequel il recouvre la sculpture. L'installation Kunst auf Kunst sert de lieu de départ et d'arrivée, pour le podium des 22 triathlètes. Cette action est reproduite en 1994 et en 1995.
Le 14 octobre 2007, Cornel Wachter présente pour l'anniversaire de l'artiste Wolf Vostell, décédé en 1998 et qui aurait eu 75 ans, en hommage, une Mercedes-Benz Classe A rouge en état de rouler coulée dans un bloc de béton.